# Draconarius penicillatus
Draconarius penicillatus là một loài nhện trong họ Amaurobiidae.
Loài này thuộc chi Draconarius. Draconarius penicillatus được miêu tả năm 1990 bởi Jia-Fu Wang et al..